# Loure
Loure es una  danza teatral francesa con aires instrumentales populares, perteneciente a  finales del siglo XVII y principios del XVIII.  El término se refiere a una especie de gaita conocida en la zona de Normandía durante los siglos XVI y XVII, pero no se sabe si este uso de la palabra tiene alguna incidencia en el origen de la danza. El loure se describe a menudo como una giga lenta o giga española pero también se asocia con el entrante debido a su complejidad y a la coreografía de los solistas y los efectos majestuosos.  La música es similar al de una giga lenta situada en un 3/4 o 6/4 . El uso de frases de longitud irregular en una textura contrapuntística. Tiene un ritmo característico con motivos tales como en la giga: síncopas, hemiolas y negras con puntillo. 
El loure del siglo XVIII fue una virtuosa danza lenta en el teatro francés con un carácter noble, majestuoso pero lánguido, lo que hacía que se asociara a menudo con danzas de tradición pastoril. Las diez coreografías teatrales existentes son difíciles de realizar, con movimientos complejos y con giros elegantes.
Podemos encontrar  obras como: Les de Lully fiestas de l'Amour (1672), Alceste (1677) y su ballet Le temple de la Paix (1685), de Charpentier Médée (1693), L'Europe galante de Campra (1697), Destouches 'Amadís de Grèce (1699) y Sémiramis (1718), y de Rameau Las Indias galantes (1735), Les Fêtes d'Hébé (1739) y Platée (1745).
J. S. Bach es el autor de dos de los más famosos Loure: el n.º 5 de la Suite francesa para teclado y el segundo movimiento de la Partita en Mi mayor para violín solo que también lo compuso para laúd una octava más grave y con diferente ornamentación. Estos loures están muy adornados, pero se deben realizar por un tempo lento adecuado para el baile. Además, el preludio en Do menor en el primer libro de Das wohltemperirte Clavier y la fantasía Do menor para órgano ambos tienen características Loure, aunque el título de baile está ausente.
Por otro lado Telemann escribió Loures, tanto en 3/4 (en los Ouvertures orquestales, ver Musicalische Werke, x) y 6/4 (Música de mesa, i, 1733). Otros compositores de Loures estilizadas incluyen M.-R. de Lalande (Sinfonies pour les soupers du Roi, iii), J.-J. Mouret (Nouveau Recueil de chansons choisies, i, 1723) y Louis de Caix d'Hervelois (Sixième livre de pièces pour un par-dessus de viole, 1750).

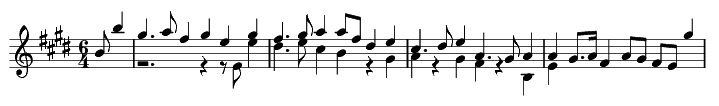
Las primeras mediciones de una loure de Johann Sebastian Bach, extraídos de la Partita N^{o} 3 para violín BWV 1006

- Datos: Q1205331